# Henry M. Kimball

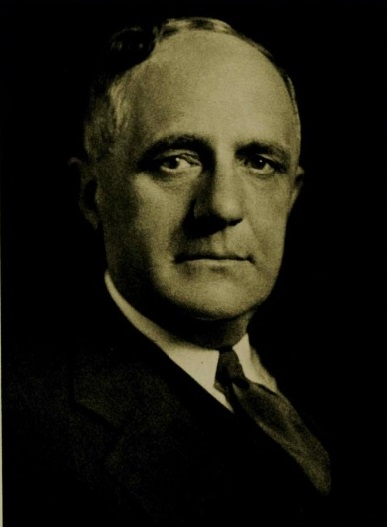
Henry M. Kimball (1936)

Henry Mahlon Kimball (* 27. August 1878 in Orland, Steuben County, Indiana; † 19. Oktober 1935 in Kalamazoo, Michigan) war ein US-amerikanischer Politiker. Im Jahr 1935 vertrat er den Bundesstaat Michigan im US-Repräsentantenhaus.

## Werdegang
Henry Kimball besuchte die öffentlichen Schulen seiner Heimat und das Hillsdale College in Michigan. Danach studierte er an der University of Michigan in Ann Arbor Literatur. Nach einem Jurastudium an derselben Universität und seiner 1904 erfolgten Zulassung als Rechtsanwalt begann er in Orland in seinem neuen Beruf zu arbeiten. Im Jahr 1907 zog er nach Rosebud in Nevada, wo er ebenfalls als Jurist arbeitete. 1908 war er für einige Zeit Handelsreisender für eine Firma in San Francisco. Im Jahr 1909 zog er nach Portland in Oregon und 1917 nach Kalamazoo, wo er als Anwalt praktizierte.
Politisch war Kimball Mitglied der Republikanischen Partei. Bei den Kongresswahlen des Jahres 1934 wurde er im dritten Wahlbezirk von Michigan in das US-Repräsentantenhaus in Washington, D.C. gewählt, wo er am 3. Januar 1935 die Nachfolge des zwischenzeitlich verstorbenen Joseph L. Hooper antrat. Kimball konnte sein Mandat aber nur bis zu seinem Tod am 19. Oktober desselben Jahres ausüben. Bei einer Nachwahl wurde Verner Main als sein Nachfolger in das US-Repräsentantenhaus gewählt.